# Gloucester (formaggio)
Il Gloucester è un formaggio tradizionale a pasta semidura prodotto nel Gloucestershire, in Inghilterra, a partire dal sedicesimo secolo, un tempo prodotto solo con il latte dei bovini Gloucester. Ha un sapore con delle note di noce, che gli conferisce un sapore unico. La pasta è simile al Cheddar.

## Caratteristiche
Il Gloucester ha forma rotonda, una crosta esterna naturale e una consistenza dura. Esistono due tipi di formaggio Gloucester, ovvero il Single e il Double. 
Il primo presenta una consistenza più friabile, leggera ed è meno grasso rispetto al Double che, invece, è più saporito, viene spesso miscelato con altri ingredienti e può invecchiare per più tempo. Il Double Gloucester è solitamente venduto in forme più grandi. Il fiore caglio solfino è responsabile della colorazione gialla accesa del Double Gloucester. Tradizionalmente, mentre il Double Gloucester veniva considerato un formaggio pregiato paragonabile per qualità al miglior cheddar o al Cheshire, ed era esportato fuori dalla Contea, il Single Gloucester era considerato meno pregiato e veniva consumato abitualmente nel Gloucestershire.